# Askawachidae
Famille
Les Askawachidae sont une famille d'opilions laniatores. On connaît trois espèces dans trois genres.

## Distribution
Les espèces de cette famille se rencontrent au Pérou et au Brésil.

## Liste des genres
Selon World Catalogue of Opiliones (14/07/2021) :
- Askawachi Kury & Carvalho, 2020
- Oxapampeus Roewer, 1963
- Thermodontia Kury & Carvalho, 2020

## Publication originale
- Kury & Carvalho, 2020 : « Expansion of the MECO clade (Grassatores: Microsetata). » WCO-Lite: online world catalogue of harvestmen (Arachnida, Opiliones). Version 1.0 — Checklist of all valid nomina in Opiliones with authors and dates of publication up to 2018. Self published, Rio de Janeiro, p. 55–56.